# Aliđerce
Aliđerce (izvirno srbsko Алиђерце) je naselje v Srbiji, ki upravno spada pod Občino Preševo; slednja pa je del Pčinjskega upravnega okraja.

## Demografija
V naselju živi 627 polnoletnih prebivalcev, pri čemer je njihova povprečna starost 27,7 let (25,3 pri moških in 30,6 pri ženskah). Naselje ima 211 gospodinjstev, pri čemer je povprečno število članov na gospodinjstvo 4,90.
Po podatkih popisa iz leta 2002 večino prebivalstva predstavljajo Albanci, v času zadnjih treh popisov pa je opazno zmanjšanje števila prebivalcev.
|  |

| Demografija | Demografija     | Demografija     |
| Leto        | Št. prebivalcev | Št. prebivalcev |
| ----------- | --------------- | --------------- |
|             |                 |                 |
|             |                 |                 |
|             |                 |                 |
|             |                 |                 |
| 1948        | 539             |                 |
| 1953        | 615             |                 |
| 1961        | 677             |                 |
| 1971        | 801             |                 |
| 1981        | 952             |                 |
| 1991        | 1072            | 1005            |
| 2002        | 1388            | 1033            |
|             |                 |                 |

| Etnična sestava po popisu iz leta 2002 | Etnična sestava po popisu iz leta 2002 | Etnična sestava po popisu iz leta 2002 | Etnična sestava po popisu iz leta 2002 | Etnična sestava po popisu iz leta 2002 |
| -------------------------------------- | -------------------------------------- | -------------------------------------- | -------------------------------------- | -------------------------------------- |
| Albanci                                | Albanci                                |                                        | 1.022                                  | 98,93%                                 |
| Muslimani                              | Muslimani                              |                                        | 1                                      | 0,09%                                  |
| Bošnjaki                               | Bošnjaki                               |                                        | 1                                      | 0,09%                                  |
| Neznano                                | Neznano                                |                                        | 9                                      | 0,87%                                  |